# Hahnia tortuosa
Hahnia tortuosa är en spindelart som beskrevs av Song och Kim 1991. Hahnia tortuosa ingår i släktet Hahnia och familjen panflöjtsspindlar. Inga underarter finns listade i Catalogue of Life.